# Toulon
Toulon, ook bekend onder de naam Toulon-sur-Mer (Tolon in het Occitaans) is een stad in het zuiden van Frankrijk en hoofdplaats van het Var-departement. De gemeente telde 180.834 inwoners op 1 januari 2022 en de gehele verstedelijkte omgeving rond de stad telde 607 681 inwoners in 2009. Sinds 2001 is Hubert Falco (Union pour un Mouvement Populaire, UMP) de burgemeester van Toulon.

## Geschiedenis
In de oudheid was Telo een vissershaven. De Romeinen bouwden er een tempel voor de god Mars en noemden de plaats Telo Martius. De stad werd de zetel van een bisdom in de 5e eeuw. In de 11e eeuw kwam er een nieuwe kathedraal in romaanse stijl die de oude, primitieve kathedraal verving. In de 17e eeuw onderging de kathedraal een grondige verbouwing en uitbreiding. Het bisdom werd afgeschaft in 1801 en pas in 1957 werd Toulon co-zetel van het bisdom Fréjus-Toulon.
In 1366 werd een stadsmuur gebouwd aan de zeezijde om de stad te beschermen. In de eerste jaren van de 17e eeuw werd deze muur gesloopt en kwamen er gebouwen en een kaaimuur.
In 1720 werd de stad getroffen door de pest.

### Militaire haven
Onder koning Karel VIII van Frankrijk werd een scheepswerf opgestart in Toulon. Weldra werd de stad een belangrijke militaire haven. De haven is van nature beschut door het schiereiland van Saint-Mandrier en de heuvels rond de stad.
In 1543 overwinterde de Ottomaanse vloot van grootadmiraal Khair ad-Din Barbarossa in Toulon. Koning Frans I liet voor zijn anti-Habsburgse geallieerden de stad evacueren. Gedurende enkele maanden ruimde het klokkengelui plaats voor de oproep tot het gebed. 
De militaire haven werd, net zoals vele andere havens in Frankrijk, versterkt door Vauban. De stad was ook de locatie van een aantal Slagen bij Toulon, in 1744 en 1793. De slag in 1744 was een belangrijk gevecht in de Oostenrijkse Successieoorlog en de slag in 1793 was het eerste succes van Napoleon.
Tijdens de Tweede Wereldoorlog werd Toulon pas in 1942 bezet door de Duitsers, na de geallieerde landing in Noord-Afrika. De Duitsers lanceerden Operatie Lila met als doel de gedemobiliseerde Franse vloot in Toulon in beslag te nemen, maar de bemanningen van de overgebleven Franse schepen brachten op 27 november 1942 hun eigen schepen tot zinken.
Vandaag is Toulon de belangrijkste militaire haven van de Franse kustlijn aan de Middellandse Zee. De Franse Mediterrane Vloot heeft haar hoofdkwartier in Toulon.

### Stedenbouw
In de 19e eeuw kende de stad een grote groei en werd de Haute Ville gebouwd. Een groot deel van de stad werd vernield door bombardementen tijdens de Tweede Wereldoorlog. Tijdens de wederopbouw kreeg de stad enkele iconische modernistische gebouwen, zoals La Frontale uit de jaren 1950 langsheen de waterkant. Na een terugval kende de stad een nieuwe groei vanaf het begin van het nieuwe millennium. Er kwamen grote bouwprojecten in de wijken Font Pré, La Loubière, Sainte-Anne en La Solde.

## Transport
Er werd in 1959 een kabelbaan aangelegd van de wijk Sainte-Anne naar de top van de Mont Faron (584 m). Deze werd volledig vernieuwd in 2017.
Toulon heeft een station aan de spoorlijn die Marseille met de Italiaanse grens verbindt. Naast regionale treinen wordt het station ook bediend door enkele TGV treindiensten.

## Sport
SC Toulon is de professionele voetbal club van Toulon en speelt in het Stade de Bon Rencontre. De club speelde enkele seizoen in Ligue 1, het hoogste Franse niveau.
Toulon is elf keer etappeplaats geweest in wielerkoers Ronde van Frankrijk. De Belg Lucien Buysse won twee keer in Toulon. De Fransman Jacques Anquetil was in 1964 de voorlopig laatste ritwinnaar in Toulon. In de meerdaagse wielerkoers Ronde van de Middellandse Zee viel de beslissing vaak op de nabij Toulon gelegen beklimming van de Mont Faron.

## Onderwijs
- Kedge Business School

## Geografie
De oppervlakte van Toulon bedroeg op 1 januari 2022 42,84 vierkante kilometer; de bevolkingsdichtheid was toen 4.221,1 inwoners per km².
De onderstaande kaart toont de ligging van Toulon met de belangrijkste infrastructuur en aangrenzende gemeenten.

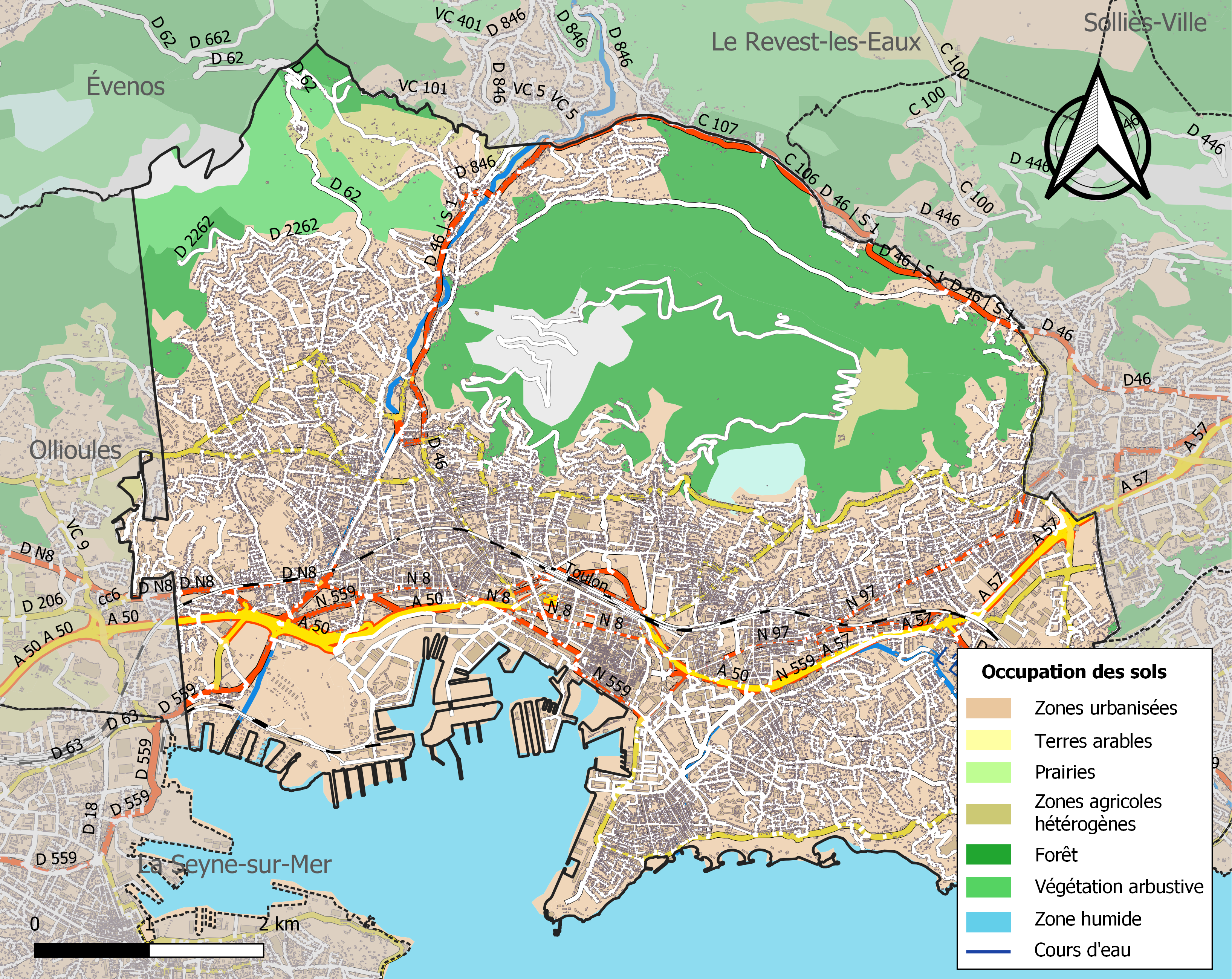

## Demografie
Onderstaande figuur toont het verloop van het inwonertal (bron: INSEE-tellingen).

## Bezienswaardigheden
- Tour Royale of Grosse Tour, een 16e-eeuwse toren op de Pointe de Pipady. De toren werd gebouwd om de haven te bewaken en heeft muren tot 7 m dik. De toren is beschermd als historisch monument sinds 1947 en gerestaureerd na 2006.
- Fort Lamalgue, 18e-eeuws fort dat later ook dienst deed als gevangenis.
- Tour de l'horloge, 18e-eeuwse toren gebouwd in het arsenaal.
- La Frontale (1953-1954) ontworpen door Jean de Mailly.
- Kathedraal Notre-Dame-de-la-Seds (11e en 17e eeuw).
- Kerk Saint-François-de-Paule (18e eeuw).
- Kerk Saint-Louis (18e eeuw).
- Halles Esther Poggio, overdekte markt in art decostijl uit 1929, genoemd naar een verzetsstrijdster gefusilleerd in 1944.

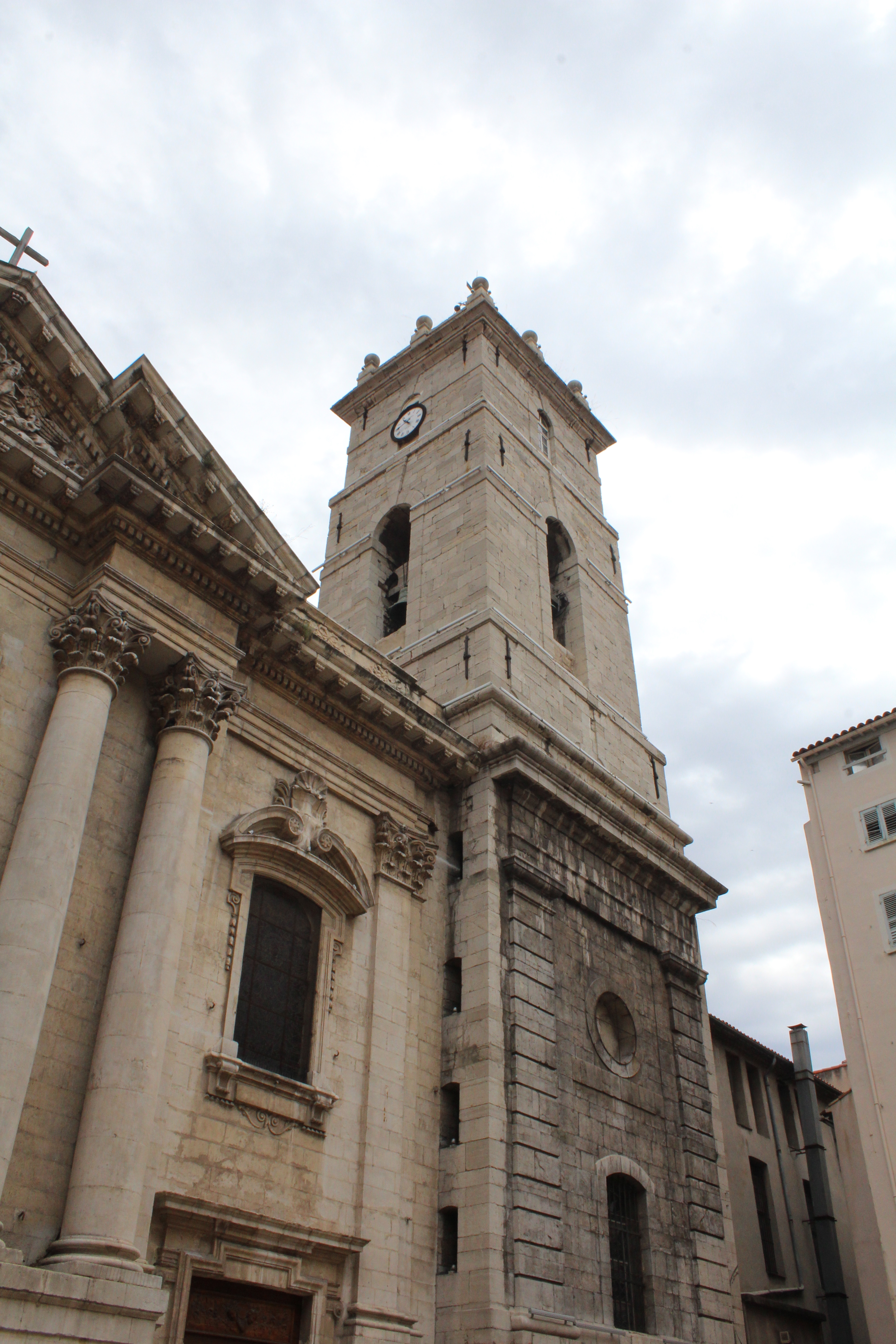
Kathedraal
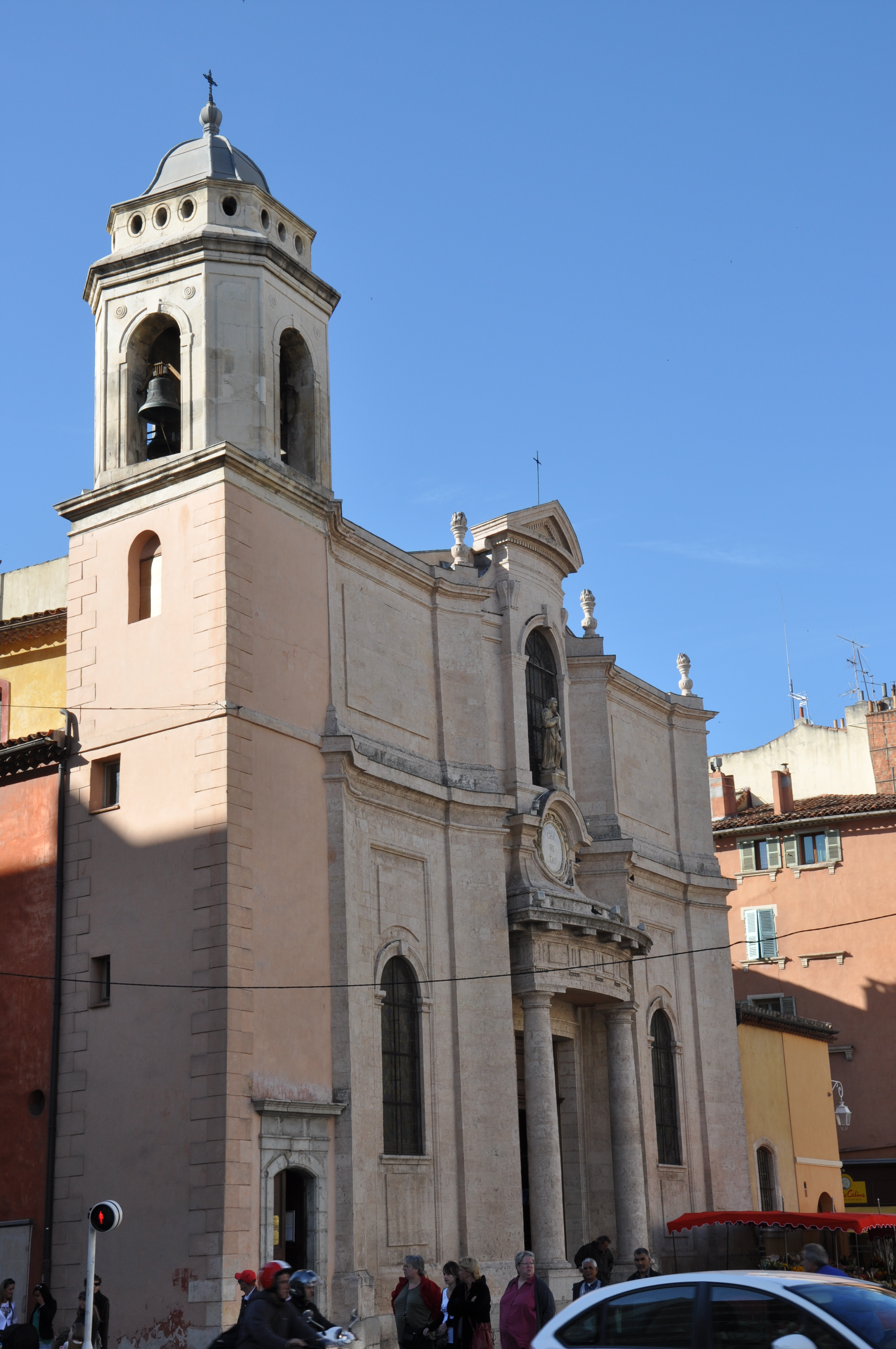
Kerk Saint-François-de-Paule
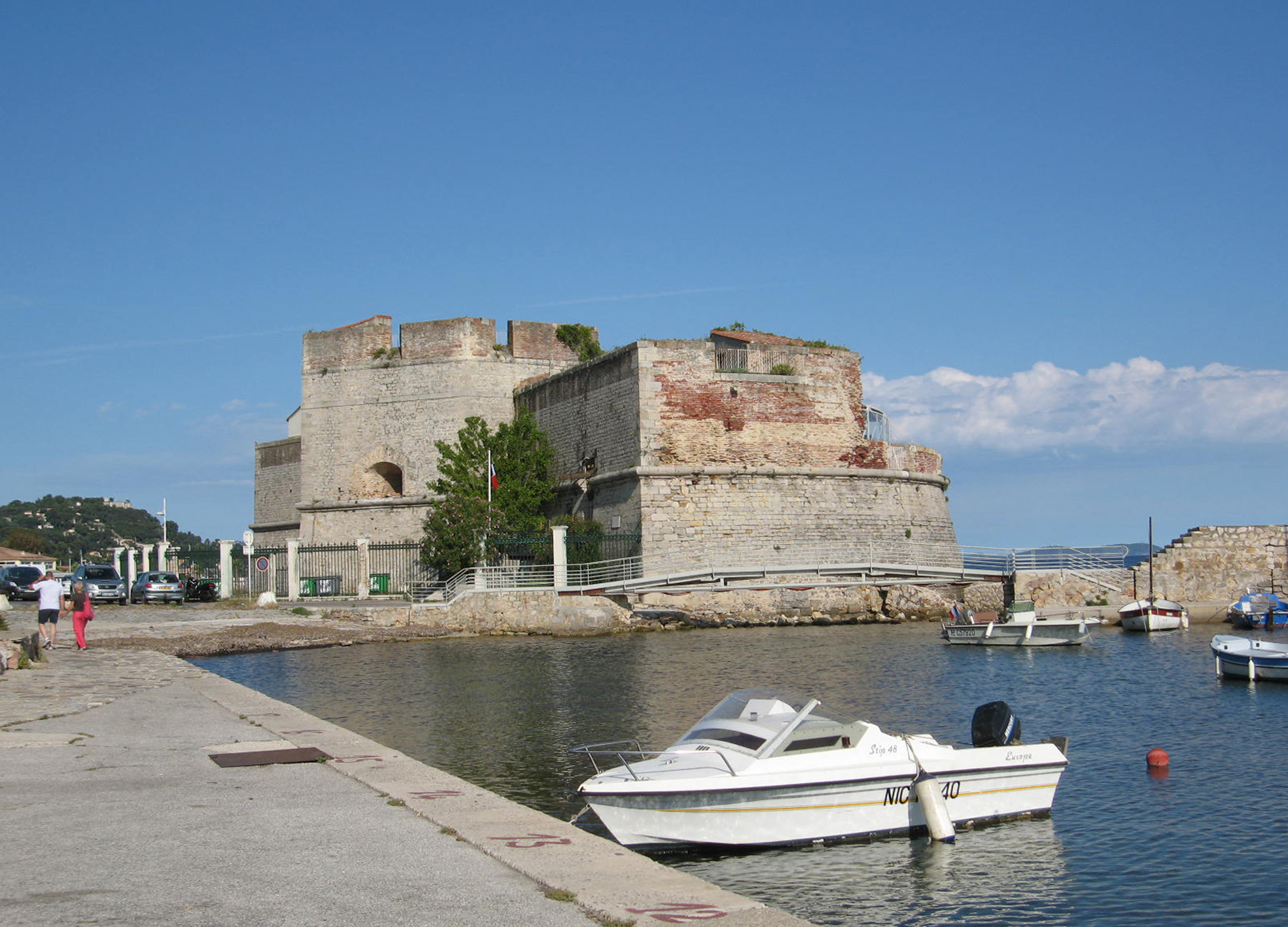
Fort Saint-Louis
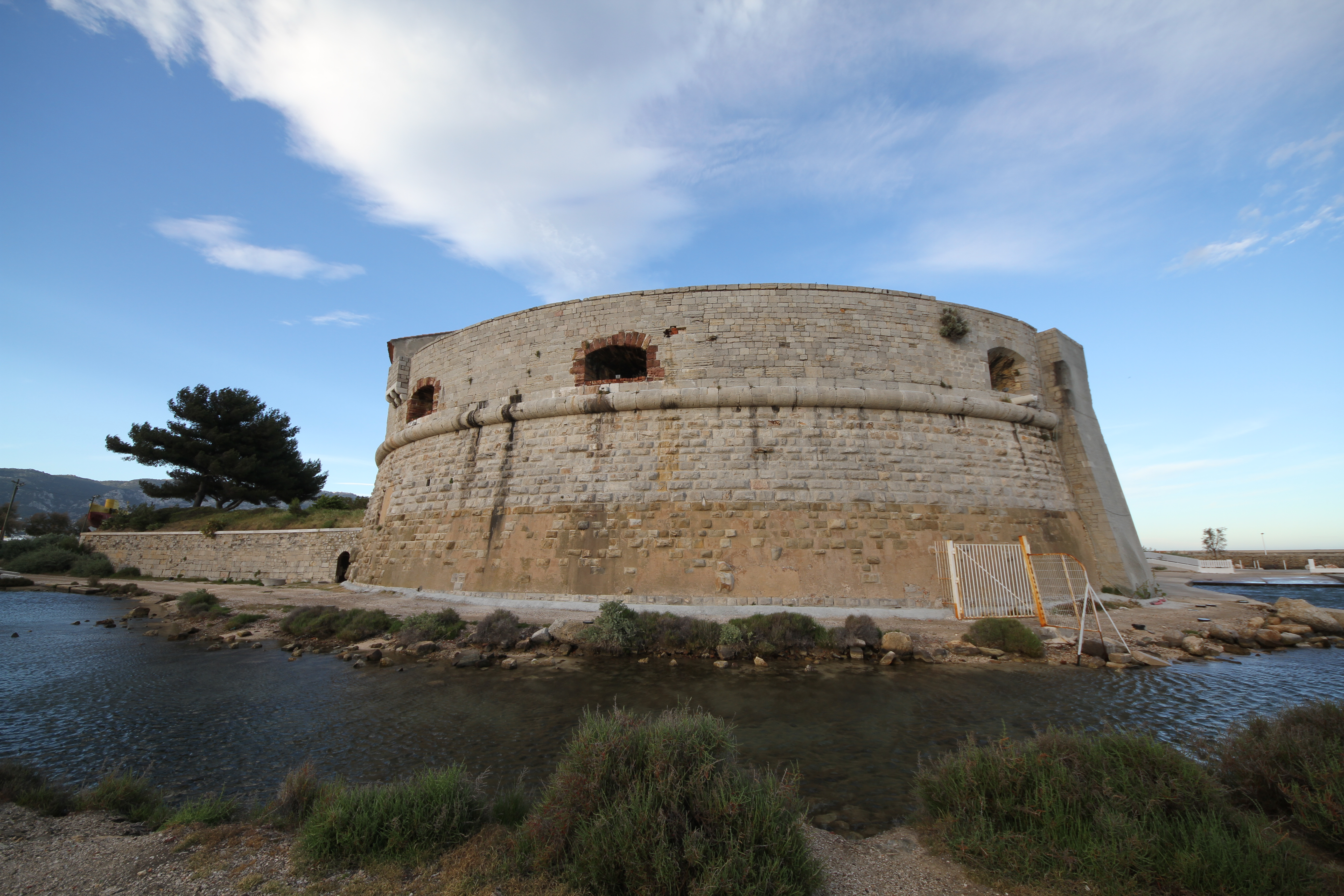
Tour Royale
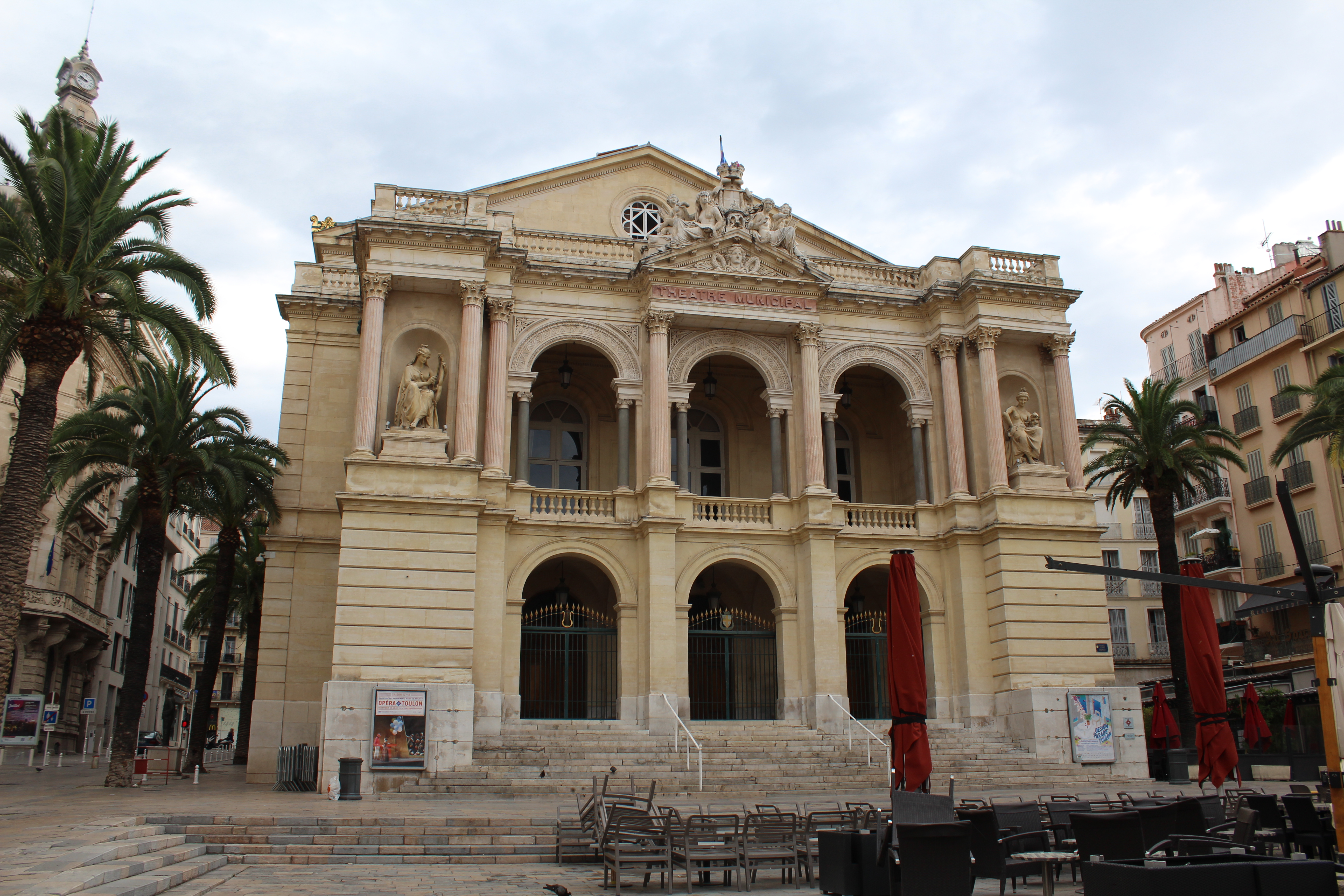
Operagebouw
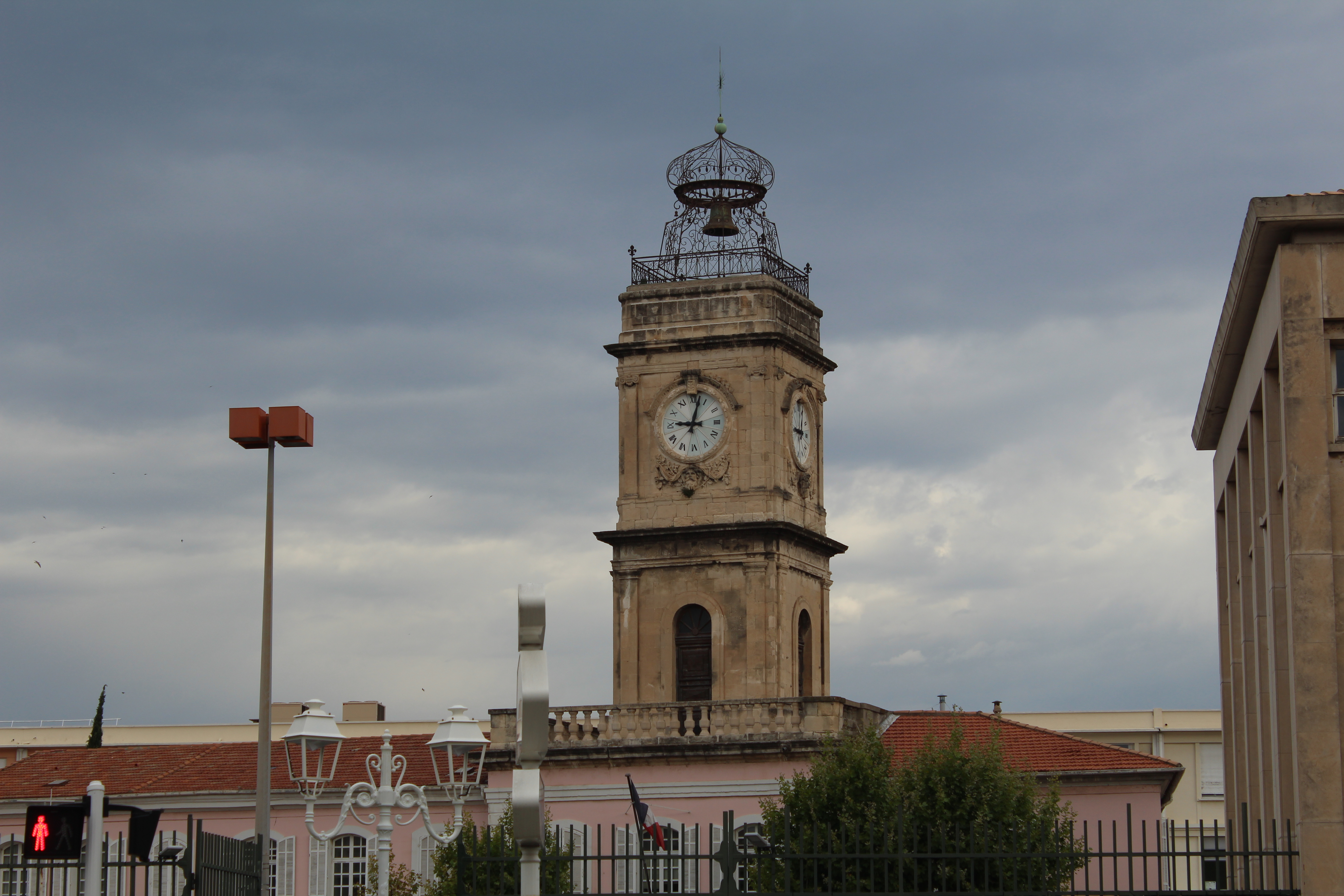
Tour de l'horloge

## Geboren
- François Deydier (1637–1693), jezuïetenmissionaris
- Lazare Picault (±1700–1748), ontdekkingsreiziger
- Louis-Michel van Loo (1707–1771), schilder
- Prosper de la Barrière (1792–1844), lithograaf
- Félix Édouard Guérin-Méneville (1799–1874), natuuronderzoeker
- Raimu (1883-1946), acteur
- Georges Jean Marie Darrieus (1888–1979), luchtvaarttechnicus
- Lúcio Costa (1902-1998), Braziliaans architect en stedenbouwkundige
- Michèle Arnaud (1919-1998), zangeres
- Jacques Le Goff (1924-2014), historicus (mediëvist)
- Gilbert Bécaud (1927-2001), zanger, componist en acteur
- Capucine (1933-1990), actrice
- Mireille Darc (1938–2017), actrice
- Philippe Cousteau (1940–1979), oceanograaf
- Raymond Boni (1947), jazzgitarist en componist
- Bernard Simondi (1953), voetbalspeler- en trainer
- Jean-Jacques Bortolaï (1956), zanger
- Bruno Bellone (1962), voetballer
- Jean-Philippe Ruggia (1965), motorcoureur
- Carl Blasco (1971), triatleet
- Christophe Dominici (1972-2020), rugbyspeler
- Olivier Dutto (1977), stripauteur
- Sébastien Squillaci (1980), voetballer
- Jérôme Le Moigne (1983), voetballer
- Sandie Clair (1988), baanwielrenster en bobsleeër
- Teddy Teuma (1993), Maltees-Frans voetballer
- Jordan Amavi (1994), voetballer
- Jérôme Prior (1995), voetballer
- Franck Honorat (1996), voetballer
- Nabil Alioui (1999), Frans-Marokkaans voetballer

## Overleden
- Hélène de Mandrot (1867-1948), Zwitserse kunstenares, kunstverzamelaarster en mecenas
- Li Tchoan King (1904-1971), dammer
- Lucile Randon (1904-2023), supereeuwelinge